# Greg Gianforte
Greg Gianforte (ur. 17 kwietnia 1961 w San Diego) – amerykański polityk, przedsiębiorca i filantrop. Członek Partii Republikańskiej. W okresie od 21 czerwca 2017 do 3 stycznia 2021 był przedstawicielem Dużego okręgu kongresowego w stanie Montana do Izby Reprezentantów Stanów Zjednoczonych, gubernator stanu Montana od 4 stycznia 2021. 

## Biografia
Uzyskał licencjata w dziedzinie elektrotechniki, oraz magistra informatyki na Stevens Institute of Technology. Kształcenie zakończył w 1983 roku. Założył firmę specjalizującą się w oprogramowaniu RightNow Technologies, którą potem sprzedał Oracle Corporation, za 1,8 mld dolarów. 
W 2016 roku wystartował w wyborach jako kandydat na gubernatora Montany i przegrał czterema punktami procentowymi z ówczesnym gubernatorem z Partii Demokratycznej – Steve’em Bullockiem. Rok później po rezygnacji Ryana Zinkego kandyduje do Izby Reprezentantów i pięcioma punktami procentowymi pokonuje kandydata Demokratów – Roba Quista. W listopadzie 2018 zostaje ponownie wybrany przeciwko Demokratce – Kathleen Williams.
W 2020 roku, kandydując na urząd gubernatora stanu Montana, pokonał kandydata Demokratów i wicegubernatora Mike’a Conneya z przewagą 54,4% do 41,6%. Został zaprzysiężony 4 stycznia 2021 roku.

## Życie osobiste i poglądy
Od 1995 roku wraz z żoną mieszkają w Bozeman i mają czwórkę dzieci. Został wychowany jako prezbiterianin, a obecnie razem z żoną uczęszczają do bezdenominacyjnego ewangelikalnego Biblijnego Kościoła Łaski (Grace Bible Church) w Bozeman. Gianforte jest młodoziemskim kreacjonistą. Sprzeciwia się aborcji i homoseksualnym małżeństwom. 